# Галещів
Галещів, Гелешів — струмок в Україні, у Сторожинецькому районі Чернівецької області. Права притока Серету (басейн Дунаю).

## Опис
Довжина струмка приблизно 6,8 км. Формується з багатьох безіменних струмків.

## Розташування
Бере початок на південно-західній околиці Зруб-Комарівського. Тече переважно на північний схід і в Комарівцях впадає у річку Серет, ліву притоку Дунаю.